# Larry Holmes
(Larry Holmes)
Larry Holmes (Cuthbert, 3 novembre 1949) è un ex pugile statunitense.
Soprannominato "The Easton Assassin" ("l'assassino di Easton", città in cui crebbe), fu campione WBC dei pesi massimi dal 1978 al 1983, The Ring dal 1980 al 1985 ed IBF dal 1983 al 1985. Con le sue venti difese del campionato dei pesi massimi, è il pugile che ha più volte messo in palio i suoi titoli, alle spalle solamente di Joe Louis (25) e Wladimir Klitschko (22). Si contraddistinse inoltre per essere stato uno dei cinque uomini — assieme a Joe Frazier, Ken Norton, Leon Spinks e Trevor Berbick — ad aver sconfitto Muhammad Ali. Fu l'unico dei 5 a farlo per KO. In realtà l'incontro con Alì, tornato sul ring appesantito dopo anni di inattività e probabilmente già minato dalla malattia, fu più che altro sospeso per manifesta inferiorità.
Dotato di uno dei jab sinistri più apprezzati nella storia della boxe, rappresentò tra l'altro uno dei più noti esempi del pugile stilista o out-fighter. Sin dal suo debutto vinse i suoi primi 48 incontri professionali, portandosi ad una sola distanza dai 49 match da imbattuto di Rocky Marciano, prima di essere detronizzato da Michael Spinks nel 1985. Dopo aver perso un'ulteriore rinvincita contro Spinks, si ritirò per la prima volta nel 1986. Compì successivamente numerosi ritorni che lo portarono a lottare in altre tre occasioni per il titolo mondiale (contro Mike Tyson, Evander Holyfield ed Oliver McCall), senza però successo. Combatté il suo ultimo incontro professionale nel 2002, al termine del quale si ritirò definitivamente dal mondo del pugilato.
Annoverato tra i migliori e più sottovalutati pesi massimi della storia, nel 1982 fu nominato "pugile dell'anno" dalla rivista Ring Magazine. Più tardi fu inoltre incluso nella International Boxing Hall of Fame.

## Biografia
Originario della Georgia, Holmes è il quarto di dodici figli, nati da John e Flossie Holmes. Nel 1954 si trasferì con la famiglia ad Easton (Pennsylvania), mentre suo padre si trasferì nel Connecticut. Quest'ultimo ha lavorato come giardiniere fino alla sua morte, nel 1970. Visitava la famiglia una volta ogni tre settimane. "Non ci ha abbandonato" disse Flossie Holmes, "semplicemente non aveva niente da darci". La famiglia ha tirato avanti da sola. Per supportarla, Holmes ha abbandonato la scuola all'età di 13 anni ed è andato a lavorare in un lavaggio auto, guadagnando 1$ l'ora. Ha anche guidato un camion della spazzatura e lavorato in una cava.
(Larry Holmes)

### Carriera dilettantistica
Quando Holmes aveva diciannove anni ha iniziato a praticare la boxe. Nel suo ventiduesimo incontro ha affrontato Duane Bobik, nelle selezioni per le olimpiadi del 1972. Holmes è andato al tappeto dopo un destro al volto nella prima ripresa, per poi rimanere a distanza usando il jab. Nella seconda ripresa Bobik ha malmenato Holmes, ma senza mai riuscire a metterlo alle corde. Dopo numerosi avvertimenti dell'arbitro ad Holmes perché legava troppo, è stato squalificato nella terza ripresa. Bobik aveva vinto l'anno precedente la medaglia d'oro ai giochi Pan Americani dove aveva battuto Teofilo Stevenson e partecipò poi all'olimpiade del '72.
Holmes chiude la sua carriera dilettantistica con un record di 19-3.

### Carriera professionistica
Holmes ha debuttato da professionista il 21 marzo 1973 vincendo ai punti in 4 round contro Rodell Dupree. All'inizio della carriera ha lavorato come sparring partner per Muhammad Ali e Joe Frazier, Earnie Shavers e Jimmy Young. Veniva pagato molto bene e imparava molto. "Ero giovane e non avevo molta esperienza. Ma me la cavavo negli sparring con quei ragazzi", disse Holmes. "Ho pensato, 'hey, questi ragazzi sono i migliori, i campioni. Se gli tengo testa adesso, chissà in futuro?'".
Holmes ha prima guadagnato credibilità come sfidante al mondiale vincendo inaspettatamente contro il temibile picchiatore Earnie Shavers, nel 1978.
Il 9 giugno 1978 vinse il titolo mondiale dei pesi massimi in versione WBC battendo ai punti Ken Norton (il pugile che alcuni anni prima aveva fratturato la mascella ad Alì), e lo difese fino al 1983 sconfiggendo avversari come Earnie Shavers, il leggendario Alì, Trevor Berbick, Leon Spinks e l'irlandoamericano Gerry Cooney. Il 2 ottobre 1980 a Las Vegas, divenne il primo (ed unico) pugile a sconfiggere Muhammad Ali prima del limite: va però ricordato che l'ex campione dei massimi tornava sul ring dopo un'assenza di oltre due anni e stando a quanto disse il suo allenatore (Angelo Dundee) cominciavano a manifestarsi i primi segni della malattia di Parkinson.
Nel 1983, dopo aver sconfitto anche il figlio di Frazier, decise di abbandonare il titolo WBC per combattere per la nuova cintura IBF: nel novembre 1984 vinse il titolo perdendolo contro Michael Spinks l'anno seguente. Perse anche la rivincita, tenutasi il 19 aprile 1986: pochi mesi più tardi, annunciò il proprio ritiro dall'attività. Nel 1988 ritornò sul quadrato, perdendo contro Mike Tyson un incontro valido per il titolo mondiale nelle versioni WBA, WBC e IBF: nel corso degli anni novanta ha tentato in tre occasioni l'assalto al titolo mondiale riportando onorevoli sconfitte ai punti contro Evander Holyfield (1992), Oliver McCall (1995) e Brian Nielsen (1997).
Holmes è rimasto nella storia della boxe per il suo micidiale diretto sinistro, con cui metteva in difficoltà gli avversari; nel 2008 è stato ammesso nella International Boxing Hall of Fame.

### Vita dopo la boxe
Holmes ha investito i guadagni derivati dalla boxe ad Easton, dove è cresciuto. Dava lavoro ad oltre 200 dipendenti, attraverso diverse attività. Nel 2008 era proprietario di due ristoranti e un locale notturno, una struttura di formazione, un complesso di uffici, uno snack bar e slot machine. Holmes attualmente è co-conduttore di un talk show in America.
Nel 2014 ha venduto le sue attività.
Nel 2016 ha partecipato come guest ad un episodio di Mike Tyson Mysteries, intitolato "Situazioni irrisolte".

### Vita privata
Nel 1979, Larry Holmes ha sposato Diane Robinson, da cui ha avuto 2 bambini. Ha anche 3 figlie nate da due relazioni precedenti.
Suo fratello più giovane, sfidante nei pesi medi Mark Holmes, ha svolto la carriera professionistica dal 1980 al 1990 maturando un record di 38 vittorie (17 KO) e una sconfitta, ma senza mai ricevere l'opportunità di combattere per il titolo mondiale.

## Riconoscimenti
- Fighter of the year per Ring Magazine: 1982
- Michael Spinks W 15 Larry Holmes: Ring Magazine upsets of the year (1985)

## Lista degli incontri
Di seguito, la lista degli incontri disputati da professionista:
| 75 incontri         | 69 vittorie | 6 sconfitta |
| ------------------- | ----------- | ----------- |
| KO                  | 44          | 1           |
| Decisione arbitrale | 25          | 5           |

| No. | Risultato | Record | Avversario          | Metodo | Round         | Data              | Età | Luogo                                                | Note                                                                                     |
| --- | --------- | ------ | ------------------- | ------ | ------------- | ----------------- | --- | ---------------------------------------------------- | ---------------------------------------------------------------------------------------- |
| 75  | Vittoria  | 69–6   | Eric Esch           | D.U.   | 10            | 27 luglio 2002    | 52  | Scope, Norfolk,                                      |                                                                                          |
| 74  | Vittoria  | 68–6   | Mike Weaver         | T.KO   | 6 (10), 0:45  | 17 novembre 2000  | 51  | Coast Coliseum, Biloxi,                              |                                                                                          |
| 73  | Vittoria  | 67–6   | James Smith         | T.KO   | 8 (10), 2:00  | 18 giugno 1999    | 49  | Crown Coliseum, Fayetteville,                        |                                                                                          |
| 72  | Vittoria  | 66–6   | Maurice Harris      | S.D.   | 10            | 29 luglio 1997    | 47  | The Theater at Madison Square Garden, New York City, |                                                                                          |
| 71  | Sconfitta | 65–6   | Brian Nielsen       | S.D.   | 12            | 24 gennaio 1997   | 47  | Brøndby Hall, Copenaghen,                            | Incontro valido per il titolo IBO dei pesi massimi                                       |
| 70  | Vittoria  | 65–5   | Anthony Willis      | KO     | 8 (10), 1:13  | 16 giugno 1996    | 46  | Casino Magic, Bay St. Louis,                         |                                                                                          |
| 69  | Vittoria  | 64–5   | Quinn Navarre       | D.U.   | 10            | 16 aprile 1996    | 46  | Casino Magic, Bay St. Louis,                         |                                                                                          |
| 68  | Vittoria  | 63–5   | Curtis Sheppard     | KO     | 4 (10), 2:41  | 9 gennaio 1996    | 46  | Casino Magic, Bay St. Louis,                         |                                                                                          |
| 67  | Vittoria  | 62–5   | Ed Donaldson        | D.U.   | 10            | 19 settembre 1995 | 45  | Casino Magic, Bay St. Louis,                         |                                                                                          |
| 66  | Sconfitta | 61–5   | Oliver McCall       | D.U.   | 12            | 8 aprile 1995     | 45  | Caesars Palace, Paradise,                            | Incontro valido per il titolo WBC dei pesi massimi                                       |
| 65  | Vittoria  | 61–4   | Jesse Ferguson      | D.U.   | 10            | 8 settembre 1994  | 44  | Mystic Lake Casino Hotel, Shakopee,                  |                                                                                          |
| 64  | Vittoria  | 60–4   | Garing Lane         | D.U.   | 10            | 8 marzo 1994      | 44  | Foxwoods Resort Casino, Ledyard,                     |                                                                                          |
| 63  | Vittoria  | 59–4   | José Ribalta        | D.U.   | 10            | 28 settembre 1993 | 43  | Casino Magic, Bay St. Louis,                         |                                                                                          |
| 62  | Vittoria  | 58–4   | Paul Poirier        | RIT.   | 6 (10), 3:00  | 18 maggio 1993    | 43  | Casino Magic, Bay St. Louis,                         |                                                                                          |
| 61  | Vittoria  | 57–4   | Ken Lakusta         | RIT.   | 7 (10), 3:00  | 13 aprile 1993    | 43  | Casino Magic, Bay St. Louis,                         |                                                                                          |
| 60  | Vittoria  | 56–4   | Rocky Pepeli        | RIT.   | 4 (10), 3:00  | 9 marzo 1993      | 43  | Casino Magic, Bay St. Louis,                         |                                                                                          |
| 59  | Vittoria  | 55–4   | Everett Martin      | D.U.   | 10            | 5 gennaio 1993    | 43  | Coast Coliseum, Biloxi,                              |                                                                                          |
| 58  | Sconfitta | 54–4   | Evander Holyfield   | D.U.   | 12            | 19 giugno 1992    | 42  | Caesars Palace, Paradise,                            | Incontro valido per i titolI WBA, WBC e IBF dei pesi massimi                             |
| 57  | Vittoria  | 54–3   | Ray Mercer          | D.U.   | 12            | 7 febbraio 1992   | 42  | Convention Hall, Atlantic City,                      |                                                                                          |
| 56  | Vittoria  | 53–3   | Jamie Howe          | T.KO   | 1 (10), 1:57  | 12 novembre 1991  | 42  | Coliseum, Jacksonville,                              |                                                                                          |
| 55  | Vittoria  | 52–3   | Art Card            | D.U.   | 10            | 17 settembre 1991 | 41  | Marriott's World Center, Orlando,                    |                                                                                          |
| 54  | Vittoria  | 51–3   | Michael Greer       | KO     | 4 (10), 1:18  | 24 agosto 1991    | 41  | Neal S. Blaisdell Arena, Honolulu,                   |                                                                                          |
| 53  | Vittoria  | 50–3   | Eddie Gonzales      | D.U.   | 10            | 13 agosto 1991    | 41  | Hyatt Regency, Tampa,                                |                                                                                          |
| 52  | Vittoria  | 49–3   | Tim Anderson        | T.KO   | 1 (10), 2:03  | 7 aprile 1991     | 41  | The Diplomat, Hollywood,                             |                                                                                          |
| 51  | Sconfitta | 48–3   | Mike Tyson          | T.KO   | 4 (12), 2:55  | 22 gennaio 1988   | 38  | Convention Hall, Atlantic City,                      | Incontro valido per i titolI WBA, WBC e IBF dei pesi massimi                             |
| 50  | Sconfitta | 48–2   | Michael Spinks      | S.D.   | 15            | 19 aprile 1986    | 36  | Las Vegas Hilton, Winchester,                        | Incontro valido per i titoli IBF e The Ring dei pesi massimi                             |
| 49  | Sconfitta | 48–1   | Michael Spinks      | D.U.   | 15            | 21 settembre 1985 | 35  | Riviera, Winchester,                                 | Perde i titoli IBF e The Ring dei pesi massimi                                           |
| 48  | Vittoria  | 48–0   | Carl Williams       | D.U.   | 15            | 20 maggio 1985    | 35  | Lawlor Events Center, Reno,                          | Difende i titoli IBF e The Ring dei pesi massimi                                         |
| 47  | Vittoria  | 47–0   | David Bey           | T.KO   | 10 (15), 2:58 | 15 marzo 1985     | 35  | Riviera, Winchester,                                 | Difende i titoli IBF e The Ring dei pesi massimi                                         |
| 46  | Vittoria  | 46–0   | James Smith         | T.KO   | 12 (15), 2:10 | 9 novembre 1984   | 35  | Riviera, Winchester,                                 | Difende i titoli IBF e The Ring dei pesi massimi                                         |
| 45  | Vittoria  | 45–0   | Marvis Frazier      | T.KO   | 1 (12), 2:57  | 25 novembre 1983  | 34  | Caesars Palace, Paradise,                            | Difende il titolo The Ring dei pesi massimi                                              |
| 44  | Vittoria  | 44–0   | Scott Frank         | T.KO   | 5 (12), 1:28  | 10 settembre 1983 | 33  | Broadway by the Bay Theater, Atlantic City,          | Difende i titoli WBC e The Ring dei pesi massimi                                         |
| 43  | Vittoria  | 43–0   | Tim Witherspoon     | S.D.   | 12            | 20 maggio 1983    | 33  | Dunes, Paradise,                                     | Difende i titoli WBC e The Ring dei pesi massimi                                         |
| 42  | Vittoria  | 42–0   | Lucien Rodriguez    | D.U.   | 12            | 27 marzo 1983     | 33  | Watres Armory, Scranton,                             | Difende i titoli WBC e The Ring dei pesi massimi                                         |
| 41  | Vittoria  | 41–0   | Randall Cobb        | D.U.   | 15            | 26 novembre 1982  | 33  | Astrodome, Houston,                                  | Difende i titoli WBC e The Ring dei pesi massimi                                         |
| 40  | Vittoria  | 40–0   | Gerry Cooney        | T.KO   | 13 (15), 2:52 | 11 giugno 1982    | 32  | Caesars Palace, Paradise,                            | Difende i titoli WBC e The Ring dei pesi massimi                                         |
| 39  | Vittoria  | 39–0   | Renaldo Snipes      | T.KO   | 11 (15), 1:05 | 6 novembre 1981   | 32  | Civic Arena, Pittsburgh,                             | Difende i titoli WBC e The Ring dei pesi massimi                                         |
| 38  | Vittoria  | 38–0   | Leon Spinks         | T.KO   | 3 (15), 2:34  | 12 giugno 1981    | 31  | Joe Louis Arena, Detroit,                            | Difende i titoli WBC e The Ring dei pesi massimi                                         |
| 37  | Vittoria  | 37–0   | Trevor Berbick      | D.U.   | 15            | 11 aprile 1981    | 31  | Caesars Palace, Paradise,                            | Difende i titoli WBC e The Ring dei pesi massimi                                         |
| 36  | Vittoria  | 36–0   | Muhammad Ali        | RIT.   | 10 (15), 3:00 | 2 ottobre 1980    | 30  | Caesars Palace, Paradise,                            | Difende il titolo WBC dei pesi massimi Vince il titolo vacante The Ring dei pesi massimi |
| 35  | Vittoria  | 35–0   | Scott LeDoux        | T.KO   | 7 (15), 2:05  | 7 luglio 1980     | 30  | Metropolitan Sports Center, Bloomington,             | Difende il titolo WBC dei pesi massimi                                                   |
| 34  | Vittoria  | 34–0   | Leroy Jones         | T.KO   | 8 (15), 2:56  | 31 marzo 1980     | 30  | Caesars Palace, Paradise,                            | Difende il titolo WBC dei pesi massimi                                                   |
| 33  | Vittoria  | 33–0   | Lorenzo Zanon       | KO     | 6 (15), 2:39  | 3 febbraio 1980   | 30  | Caesars Palace, Paradise,                            | Difende il titolo WBC dei pesi massimi                                                   |
| 32  | Vittoria  | 32–0   | Earnie Shavers      | T.KO   | 11 (15), 2:00 | 28 settembre 1979 | 29  | Caesars Palace, Paradise,                            | Difende il titolo WBC dei pesi massimi                                                   |
| 31  | Vittoria  | 31–0   | Mike Weaver         | T.KO   | 12 (15), 0:44 | 22 giugno 1979    | 29  | Madison Square Garden, New York City,                | Difende il titolo WBC dei pesi massimi                                                   |
| 30  | Vittoria  | 30–0   | Ossie Ocasio        | T.KO   | 7 (15), 2:38  | 23 marzo 1979     | 29  | Hilton, Winchester,                                  | Difende il titolo WBC dei pesi massimi                                                   |
| 29  | Vittoria  | 29–0   | Alfredo Evangelista | KO     | 7 (15), 2:14  | 10 novembre 1978  | 29  | Caesars Palace, Paradise,                            | Difende il titolo WBC dei pesi massimi                                                   |
| 28  | Vittoria  | 28–0   | Ken Norton          | S.D.   | 15            | 9 giugno 1978     | 28  | Caesars Palace, Paradise,                            | Vince il titolo WBC dei pesi massimi                                                     |
| 27  | Vittoria  | 27–0   | Earnie Shavers      | D.U.   | 12            | 25 marzo 1978     | 28  | Caesars Palace, Paradise,                            |                                                                                          |
| 26  | Vittoria  | 26–0   | Ibar Arrington      | T.KO   | 10 (10), 1:38 | 5 novembre 1977   | 27  | Caesars Palace, Paradise,                            |                                                                                          |
| 25  | Vittoria  | 25–0   | Fred Houpe          | T.KO   | 7 (10), 0:47  | 14 settembre 1977 | 27  | Caesars Palace, Paradise,                            |                                                                                          |
| 24  | Vittoria  | 24–0   | Horace Robinson     | T.KO   | 5 (10)        | 17 marzo 1977     | 27  | Roberto Clemente Coliseum, San Juan,                 |                                                                                          |
| 23  | Vittoria  | 23–0   | Tom Prater          | D.U.   | 8             | 16 gennaio 1977   | 27  | USS Lexington, Pensacola,                            |                                                                                          |
| 22  | Vittoria  | 22–0   | Roy Williams        | D.U.   | 10            | 30 aprile 1976    | 26  | Capital Centre, Landover,                            |                                                                                          |
| 21  | Vittoria  | 21–0   | Fred Askew          | T.KO   | 2 (10), 2:18  | 5 aprile 1976     | 26  | Capital Centre, Landover,                            |                                                                                          |
| 20  | Vittoria  | 20–0   | Joe Gholston        | T.KO   | 8 (10), 2:32  | 29 gennaio 1976   | 26  | Allan P. Kirby Field House, Easton,                  |                                                                                          |
| 19  | Vittoria  | 19–0   | Billy Joiner        | T.KO   | 3 (10), 2:29  | 20 dicembre 1975  | 26  | Roberto Clemente Coliseum, San Juan,                 |                                                                                          |
| 18  | Vittoria  | 18–0   | Leon Shaw           | KO     | 1 (10)        | 9 dicembre 1975   | 26  | D.C. Armory, Washington,                             |                                                                                          |
| 17  | Vittoria  | 17–0   | Rodney Bobick       | T.KO   | 6 (10), 2:46  | 1 ottobre 1975    | 25  | Araneta Coliseum, Quezon City,                       |                                                                                          |
| 16  | Vittoria  | 16–0   | Charlie James       | PTS    | 10            | 26 agosto 1975    | 25  | International Center, Honolulu,                      |                                                                                          |
| 15  | Vittoria  | 15–0   | Obie English        | T.KO   | 7 (10)        | 16 agosto 1975    | 25  | Catholic Youth Center, Scranton,                     |                                                                                          |
| 14  | Vittoria  | 14–0   | Ernie Smith         | KO     | 3 (8)         | 16 maggio 1975    | 25  | Convention Center, Winchester,                       |                                                                                          |
| 13  | Vittoria  | 13–0   | Robert Yarborough   | KO     | 4, 2:58       | 26 aprile 1975    | 25  | Maple Leaf Gardens, Toronto,                         |                                                                                          |
| 12  | Vittoria  | 12–0   | Oliver Wright       | T.KO   | 3             | 9 aprile 1975     | 25  | International Center, Honolulu,                      |                                                                                          |
| 11  | Vittoria  | 11–0   | Charley Green       | KO     | 1 (8), 1:57   | 24 marzo 1975     | 25  | Coliseum, Richfield,                                 |                                                                                          |
| 10  | Vittoria  | 10–0   | Joe Hathaway        | T.KO   | 1 (8), 2:47   | 11 dicembre 1974  | 25  | Catholic Youth Center, Scranton,                     |                                                                                          |
| 9   | Vittoria  | 9–0    | Bob Mashburn        | T.KO   | 7 (8)         | 29 maggio 1974    | 24  | Catholic Youth Center, Scranton,                     |                                                                                          |
| 8   | Vittoria  | 8–0    | Howard Darlington   | T.KO   | 4 (6), 2:23   | 24 aprile 1974    | 24  | Catholic Youth Center, Scranton,                     |                                                                                          |
| 7   | Vittoria  | 7–0    | Kevin Isaac         | T.KO   | 3 (6), 1:05   | 28 novembre 1973  | 24  | Cleveland Arena, Cleveland,                          |                                                                                          |
| 6   | Vittoria  | 6–0    | Jerry Judge         | PTS    | 6             | 14 novembre 1973  | 24  | Catholic Youth Center, Scranton,                     |                                                                                          |
| 5   | Vittoria  | 5–0    | Bob Bozic           | PTS    | 6             | 10 settembre 1973 | 23  | Madison Square Garden, New York City,                |                                                                                          |
| 4   | Vittoria  | 4–0    | Don Branch          | PTS    | 6             | 22 agosto 1973    | 23  | Catholic Youth Center, Scranton,                     |                                                                                          |
| 3   | Vittoria  | 3–0    | Curtis Whitner      | T.KO   | 1 (4), 2:14   | 20 giugno 1973    | 23  | Catholic Youth Center, Scranton,                     |                                                                                          |
| 2   | Vittoria  | 2–0    | Art Savage          | T.KO   | 3 (4), 1:32   | 2 maggio 1973     | 23  | Catholic Youth Center, Scranton,                     |                                                                                          |
| 1   | Vittoria  | 1–0    | Rodell Dupree       | PTS    | 4             | 21 marzo 1973     | 23  | Catholic Youth Center, Scranton,                     |                                                                                          |

 Legenda
KO: knockout
T.KO: knockout tecnico
D.U: decisione unanime
M.D: decisione di maggioranza
S.D: decisione di divisione
PTS: vittoria ai punti
RIT.: ritirato
SQ: squalifica